# Donje Taborište (Glina)
Donje Taborište is een plaats in de gemeente Glina in de Kroatische provincie Sisak-Moslavina. De plaats telt 59 inwoners (2001).